# Orbis Scientiarum
Orbis Scientiarum war seit 1967 ein Publikationsorgan der Schweizerischen Vereinigung junger Wissenschaftler (SVJW), und seit 1970 zusätzlich des Verbandes schweizerischer Studentenschaften (VSS) und der Schweizerischen Dissertationszentrale. Die Zeitschrift wurde von 1967 bis 1972 durch Herbert Lang verlegt. Orbis Scientiarum sollte ab 1970 „einen weitgespannten Überblick über die einschlägigen Fragen unserer Hochschulen bis zur Wissenschaftspolitik“ geben; dies sollte durch die Zusammenarbeit zwischen der SVJW und dem VSS ermöglicht werden; beide Organisationen erhielten in der Zeitschrift „ihren eigenen Raum, in welchem sie sich nach freiem Ermessen aussprechen“ konnten, „während die restlichen Teile der Zeitschrift der Information und dem Podiumsgespräch gewidmet“ waren.

## Liste aller inOrbis Scientiarumerschienenen Artikel 1970–1972
Orbis Scientiarum, Organ des der SVJW und des VSS, erschien von 1970 bis 1972 in sechs Bänden. Die gleichnamige Vorläuferzeitschrift war offizielles Organ nur der SVJW und erschien von 1967 bis 1970 in neun Ausgaben.

### Jahrgang 1, Nr. 1 (= A.F. Nr. 10) Oktober 1970

#### 1
- Werner Eichhorn: Zum Geleit / Préface
- Jean Rudolf von Salis: Hochschulreform und Wissenschaftspolitik
- Lukas Hottinger: Doktorandenstipendien
- VSS/UNES: Coordination de la réforme des Études

#### 2
- VSS/UNES: Zum FESEL-Projekt „Bildung“
- SVJW/ASJC: Protokollsitzung 21. März 1970
- Lukas Hottinger: Eltern-unabhängige Studienfinanzierung: Prinzipielle Überlegungen zum „Lausanner Modell“

#### 3
- Mitteilungen der Schweizerischen Dissertationszentrale des VSS / Informations de la Centrale Suisse des Thèses de l’UNES

#### 4
- Aus Wissenschaft und Kultur / Informations Scientifiques et Culturelles
- Buchbesprechungen / Comptes rendus

### Jahrgang 1 Nr. 2 (= A.F. Nr. 11) Februar 1971

#### 1
- Martin Kohli: Ist Bildungsplanung überflüssig?
- Alfred Lang: Grundsätze, Aufgaben und Organisation der Studentenberatung
- Werner Caviezel: Studentenberatung aus der Sicht der direkt Betroffenen

#### 2
- VSS/UNES: Planung der Planung

#### 3
- SVJW/ASJC:
  - Séance du comité régional de Lausanne
  - Séjour en Suisse d’un boursier

#### 4
- Mitteilungen der Schweizerischen Dissertationszentrale des VSS / Informations de la Centrale Suisse des Thèses de l’UNES

#### 5
- Aus Wissenschaft und Kultur / Informations Scientifiques et Culturelles
- Buchbesprechungen / Comptes rendus

### Jahrgang 1 Nr. 3 (= A.F. Nr. 12) Juni 1971

#### 1
- C. H. Schiel: Beratung und Entscheidung. Zur Frage der Kommunikation zwischen Wissenschaft und Politik
- Traugott Stauber: Pathogene Universitätsreform?

#### 2
- VSS/UNES: Das «Lausanner Modell»

#### 3
- SVJW/ASJC:
  - Compte rendu de la Section de Genève
  - Stellungnahme der Regionalgruppe Zürich zum Fragebogen bezüglich ETH-Gesetz

#### 4
- Mitteilungen der Schweizerischen Dissertationszentrale des VSS / Informations de la Centrale Suisse des Thèses de l’UNES

#### 5
- Aus Wissenschaft und Kultur / Informations Scientifiques et Culturelles
- Buchbesprechungen / Comptes rendus

### Jahrgang 1 Nr. 4 (= A.F. Nr. 13) Oktober 1971

#### 1
- Gerhard Baer: Völkerkunde
- Traugott Stauber: Pathogene Universitätsreform (II)

#### 2
- VSS/UNES: Leistungsgesellschaft und Notensystem

#### 3
- SVJW/ASJC:
  - Möglichkeiten einer wirklichkeitsnahen Bildungsplanung
  - Enseignement secondaire et recherche
  - Colloque de recherches de l’Association suisse pour l’étude de l’antiquité classique
  - Rapport d’activité de la commission sur le salaire des doctorants 1970–1971

#### 4
- Mitteilungen der Schweizerischen Dissertationszentrale des VSS / Informations de la Centrale Suisse des Thèses de l’UNES

#### 5
- Aus Wissenschaft und Kultur / Informations Scientifiques et Culturelles
- Buchbesprechungen / Comptes rendus

### Jahrgang 2 Nr. 1, 1972
- Vorwort des Herausgebers
- Gustav Ineichen: Einleitung
- Albert Gnägi: Die Einführung der Ehescheidung in Italien als völkerrechtliches Interpretationsproblem
- Clemens Krause: Reflexion und Selbstverständnis der Altertumswissenschaft
- Jean-François Bergier: Gedanken zum Beruf des Historikers
- Yves Christe: Gegenwärtige und endzeitliche Eschatologie in der altchristlichen Ikonographie
- Werner Oechslin: Kunstgeschichtliche Methoden und der Anspruch des Strukturalismus
- Stanislaus von Moos: Kunstgeschichte der Technik? Zum Problem der „Zeitbedingten Optik“ in der Architekturgeschichte
- Tullio De Mauro: Die Geschichtlichkeit der Bedeutung sprachlicher Zeichen
- Gustav Ineichen: Linguistische Diachronie und Geschichte

### Jahrgang 2 Nr. 2/3, 1972

#### 1
- Anne-Marie Dubler: Hochschule Luzern

#### 2
Arbeitstagung der SVJW über das Doktorat (4.–5. März 1972):
- Peter Schiess: Das Doktorat in der Chemie
- Marcel Golay: Remarques sur le doctorat
- Karl Pestalozzi: Die Rolle des Doktorats in den Lehrberufen
- Françoise Brüschweiler: La thèse de lettres
- Das Doktorat in Medizin
- Eugen Kramer: Bemerkungen zum Doktorat in Mathematik
- Peter Lang: Druck und Verlag der Dissertationen vom Standpunkt des Verlegers

#### 3
- Pour un statut suisse du chercheur / Für ein schweizerisches Statut des wissenschaftlichen Forschers

#### 4
- Aus Wissenschaft und Kultur / Informations Scientifiques et Culturelles
- Buchbesprechungen / Comptes rendus